# Christine Ockrent
Pour les articles homonymes, voir Ockrent.
Christine Ockrent est une journaliste belge, née le 24 avril 1944 à Bruxelles.
Exerçant en France, elle est la deuxième femme, après Hélène Vida, à présenter le Journal de 20 heures. Elle dirige L'Express, avant de présenter des émissions politiques sur France 3, puis d'être, de février 2008 à mai 2011, directrice générale de l'Audiovisuel extérieur de la France (AEF).

## Biographie

### Famille
Christine Ockrent est la fille de Greta Bastenie, femme au foyer, et du diplomate belge Roger Ockrent, ancien chef de cabinet du Premier ministre Paul-Henri Spaak, puis directeur de l'Administration belge de coopération économique pour le plan Marshall, et ambassadeur de Belgique auprès de l'OCDE.
Elle a une sœur, Isabelle, née en 1950, qui était directrice de la communication de la RATP entre 2008, et 2015. 
Depuis le début des années 1980, Christine Ockrent partage la vie de Bernard Kouchner, avec lequel elle a un fils, Alexandre, né le 11 mars 1986, journaliste et acteur.

### Formation et débuts
Installée en France après la nomination de son père à l'OCDE, Christine Ockrent suit les cours du collège Sévigné de Paris, puis est diplômée de l'Institut d'études politiques de Paris en 1965 (section relations internationales) et étudie à l'université de Cambridge.
Après un stage au Bureau d'information des Communautés économiques européennes en 1965 et 1966, elle se lance dans une carrière de journaliste au sein de l'unité européenne de documentaires d'actualités de NBC News entre 1967 et 1968. Elle collabore au célèbre magazine de CBS, 60 Minutes entre 1968 et 1976 comme réalisatrice et journaliste au bureau londonien de l'émission et est correspondante pour la même chaine de 1976 à 1977. 
Elle travaille ensuite comme journaliste et réalisatrice au magazine vendredi sur FR3 et à l'émission 20/20 sur ABC News. Pour la chaîne française, elle décroche une exclusivité en 1979 en interviewant dans sa cellule Amir Abbas Hoveida, ancien Premier ministre du shah d'Iran, destitué lors de la révolution islamique. L'orientation des questions et la rigueur du ton adopté par Christine Ockrent suscitent une vive controverse au sein du monde du journalisme, au vu de la situation de l'ancien dirigeant iranien, exécuté le surlendemain d'une balle dans la nuque à l'issue d'un procès expéditif mené par l'ayatollah Sadeq Khalkhali,.

### La «Reine Christine»
De retour en France en 1980, elle intègre la rédaction d'Europe 1 et se voit confier la charge du journal de 8 heures. Puis en octobre 1981, elle est embauchée par le nouveau président d'Antenne 2, Pierre Desgraupes, qui la désigne pour présenter le journal télévisé de 20 heures en alternance avec Patrick Poivre d'Arvor, avec la charge de rédactrice en chef adjointe puis rédactrice en chef déléguée. Elle est alors la deuxième femme à présenter un journal télévisé de 20 heures en France (après Hélène Vida en 1976). Après son maintien prolongé à l'antenne, elle reçoit le surnom de « Reine Christine ». Elle s'y maintient jusqu'en juin 1985 où elle rejoint RTL comme rédactrice en chef et éditorialiste, puis TF1 en mai 1987 en qualité de directrice adjointe et en septembre 1987 elle anime Le Monde en Face jusqu'en mars 1988. 
Le 22 février 1984 sur Antenne 2, elle participe à l'émission Vive la crise !, présentée par l'acteur Yves Montand, qui, selon Pierre Rimbert du Monde diplomatique, marque le début de l'essor en France des thèses néolibérales sur la nécessité de l'austérité économique . 
Lorsqu'elle retrouve la présentation du journal de 20 heures d'Antenne 2 le 12 septembre 1988, une polémique éclate à propos de son salaire : 120 000 FRF par mois et 55 000 FRF de frais. Elle reste toutefois à la présentation jusqu'au 7 décembre 1989. Elle produit et présente ensuite pour la chaine publique le magazine Carnets de route en 1990, la série Qu'avez-vous fait de vos 20 ans ? entre 1990 et 1992, et le magazine bimensuel Direct en 1992, tout en tenant une chronique hebdomadaire, Portrait au laser puis Portraits, sur l'antenne de France Inter de 1990 à 1994.
À partir de 1992, elle intègre France 3 pour présenter des émissions politiques et d'information : outre le Soir 3, du 28 Septembre 1992 au 19 Septembre 1994, elle a été à la tête de À la une sur la 3 (1992-1994), Dimanche soir (1994-1998), Passions de jeunesse (1993-1995), Politique dimanche (1998), France Europe Express (1997-2007) et Duel sur la 3 (2007-2008). En parallèle, elle dirige la rédaction de l'hebdomadaire L'Express d'octobre 1994 à mars 1996. Elle est également éditorialiste pour le magazine d'actualité Regarde le monde sur Canal J entre 1995 et 1996, et chroniqueuse au quotidien InfoMatin en 1994. 
Après avoir retrouvé l'antenne d'Europe 1 à partir de 1995 comme membre du comité éditorial, éditorialiste politique hebdomadaire et intervenante au Club de la presse, elle est nommée en 1997 directrice déléguée de Finance communication et compagnie, holding de BFM, radio sur laquelle elle présente les chroniques hebdomadaires l'Actualité de la semaine et l'Actualité en question et lance le site Internet BfmBiz.com en 2001. Elle tient aussi des éditoriaux dans les colonnes de La Provence (1997) et Metro (2002) dont elle préside le comité éditorial du groupe international jusqu'en 2008, et dirige la rédaction de l'éphémère L’Européen (de mars à juillet 1998).
Elle cesse d'animer France Europe Express fin juin 2007 pour une nouvelle émission politique dominicale en seconde partie de soirée. Selon ses propos, ce changement est indépendant de la nomination de son compagnon, Bernard Kouchner, comme ministre des Affaires étrangères. Elle l'expliquerait par l'épuisement du concept après dix ans d'émission. La nouvelle émission, diffusée à partir du 23 septembre, est baptisée Duel sur la 3, et propose un débat opposant deux invités sur l'actualité politique, économique ou sociétale, ne faisant pas taire les critiques de la section du Syndicat national des journalistes contre son manque d'indépendance supposé vis-à-vis du gouvernement où siège son compagnon. La Société des journalistes lui reproche également ses prestations rémunérées auprès d'organismes privés, interdites par sa chaîne, et qui constituerait un mélange des genres contraire au devoir d'impartialité.

### Directrice générale déléguée de l'Audiovisuel extérieur de la France
Présentant Une fois par mois sur TV5 entre 2002 et 2006, et tenant chaque semaine un billet de six minutes (trois en français et trois en anglais) sur France 24 de mars 2007 à février 2008, elle est nommée le 20 février 2008 directrice générale déléguée de l'Audiovisuel extérieur de la France[source insuffisante]. Elle devient également directrice générale de France 24 et directrice générale déléguée de RFI, en remplacement d'Antoine Schwarz, sur proposition du président de l'AEF Alain de Pouzilhac, étant de ce fait numéro 2 de la radio,. À la suite de cette nomination, elle quitte France 3 qui décide d'arrêter son émission Duel sur la 3 et elle arrête également ses participations à l'émission de Laurent Ruquier On va s'gêner sur Europe 1. 
En août suivant, le licenciement du journaliste de RFI, Richard Labévière, auteur d'une interview du président syrien Bachar el-Assad, est critiqué en tant que « licenciement politique » et dénoncé par l'intéressé comme une volonté d'alignement éditorial de la station par Christine Ockrent sur une orientation pro-« israélo-américaine », scénario contesté par d'autres journalistes et par Alain de Pouzilhac. 
Le 14 décembre 2010, les directeurs de la chaîne France 24 décident de ne plus assister aux réunions en la présence de Christine Ockrent, empêtrée dans une enquête en cours, sur l'espionnage impliquant l’une de ses collaboratrices. Deux jours plus tard, 85 % des salariés de la chaîne France 24 ont voté une motion de défiance à l'encontre de Christine Ockrent, directrice adjointe de l’Audiovisuel extérieur de la France (AEF) depuis 2008.
Elle annonce en mai 2011 qu'elle quitte son poste à l'AEF, à la suite de vives tensions avec Alain de Pouzilhac.

### Après l'AEF
À partir du 2 février 2013, Christine Ockrent anime l'émission Affaires étrangères, axée sur la géopolitique, sur la station de radio France Culture, tous les samedis de 12 h 45 à 13 h 30,, puis de 11 h à midi.
Elle occupe un poste d'administratrice du groupe publicitaire Havas depuis août 2014.
Le 16 février 2015, Christine Ockrent rejoint l'émission Les Grosses Têtes sur RTL, présentée par Laurent Ruquier. Elle est aussi une polémiste récurrente de l'émission On refait le monde sur RTL.
En 2016, elle publie Clinton / Trump : l'Amérique en colère. Elle y explique notamment pourquoi Hillary Clinton va gagner.

## Cercles d'ententes
Christine Ockrent participe au club français Le Siècle. Elle participe également à plusieurs reprises aux réunions du groupe Bilderberg (1984, 2007 et 2008), cercle fermé de l'élite politique et financière internationale.
Elle est membre du comité consultatif du think tank Centre for European Reform[source insuffisante], administratrice de l'IFRI[source insuffisante] et de l'International Crisis Group.
Elle a été membre du conseil d'administration de l'Institut Aspen France et de RSF. 
Lors du 30e anniversaire de la French-American Foundation, elle était membre du comité d'honneur[source insuffisante]. Elle est également membre d'un programme de cette fondation[source insuffisante]. 
Engagée pour la cause européenne, elle est enfin l'une des cinq journalistes avec Caroline de Camaret, Quentin Dickinson, Guillaume Klossa et Jean Quatremer à figurer au comité d'honneur du 50e anniversaire du traité de Rome.

## «Ménages»
Christine Ockrent a également loué ses services à des entreprises privées pour animer des événements promotionnels, ce qu'on appelle faire des « ménages »,,. Dans son livre Nos délits d’initiés, Guy Birenbaum évoque des montants s'élevant à 18 000 euros « pour l’animation d’une réunion d’une demi-journée »,.
Le 10 avril 2018, Le Canard enchaîné révèle dans un article que Christine Ockrent a animé un débat entre des députés de la Choura, le parlement d'Arabie Saoudite, qui s'est tenu au CNAM à l'occasion  de la visite du prince héritier.

## Distinctions
- Officier de l'ordre de Léopold
- Officier de la Légion d'honneur
- Officier de l'ordre national du Mérite

Christine Ockrent est promue au grade d'officier de la Légion d'honneur le 14 juillet 2007. Elle est également officier de l'ordre national du Mérite ainsi que de l'ordre de Léopold par arrêté royal du 27 avril 2007.
En 1985, elle reçoit le 7 d'or du meilleur présentateur du journal télévisé et un « Super 7 d'or ».

## Ouvrages
Christine Ockrent est l'auteur de nombreux ouvrages, consacrés notamment aux États-Unis et à la place des femmes dans la société, parmi lesquels la biographie de la journaliste Françoise Giroud et celle d'Hillary Clinton.
- Christine Ockrent et Alexandre de Marenches, Dans le secret des princes, Paris, Stock, 1986, 341 p. (ISBN 2-234-01879-X, BNF 34876856).
- Duel : comment la télévision façonne un président (1988)
- Michel Platini, qu'avez-vous fait de vos 20 ans ? (1990)
- Léon Schwartzenberg, qu'avez-vous fait de vos vingt ans ? (1990)
- Les Uns et les Autres : de Montand à Balladur (1993)
- Portraits d'ici et d'ailleurs (1994)
- La Mémoire du cœur (1997)
- Les Grands patrons : comment ils voient notre avenir, avec Jean-Pierre Sereni (1998)
- L'Europe racontée à mon fils, de Jules César à l'euro, Robert Laffont (1999)
- La Double vie d'Hillary Clinton, Robert Laffont (2001)
- Françoise Giroud, une ambition française (2003)
- Bush-Kerry, les deux Amériques, Robert Laffont (2004)
- Le Livre noir de la condition féminine (sous la direction de), XO éditions (2006)
- Madame la... : Ces femmes qui nous gouvernent (2007)
- Le Président des États-Unis, avec Bruno Perreau (2008)
- Les Oligarques : le système Poutine, Robert Laffont (2014)
- Clinton / Trump : l'Amérique en colère, Robert Laffont (2016)
- Le Prince mystère de l'Arabie. Mohammed Ben Salman, les mirages d'un pouvoir absolu, Robert Laffont (2018)[45]
- La guerre des récits, Editions de l'Observatoire (2020)  (ISBN 979-10-329-1601-8)
- L'Empereur et les milliardaires rouges, Editions de l'Observatoire (2023)

## Dessin animé
- 2014 : Silex and the City, série de Jul. Christine Ockrent apparaît dans son propre rôle dans l'épisode L'Évolution du jasmin.

## Théâtre
- 2023 : Mère, Wajdi Mouawad, Théâtre de la Colline[46].